# Angeles
Angeles is een stad in de Filipijnse provincie Pampanga op het eiland Luzon. Bij de laatste census in 2007 had de stad bijna 315.000 inwoners.
De op een na drukste luchthaven van het eiland, Clark International Airport, ligt bij Angeles, net als de voormalige vliegbasis Clark Air Base. Door de nabijheid van de voormalige vliegbasis kent de stad nog altijd een kolonie van voornamelijk Amerikaanse expats en wonen er veel personen van gemengde afkomst. De basis trok tevens prostitutie en seksclubs aan. Dit vormde, naast het argument van de nationale soevereiniteit, een reden voor de bevolking om te protesteren tegen de aanwezigheid van de Amerikaanse troepen.

## Geografie

### Bestuurlijke indeling
Angeles is onderverdeeld in de volgende 33 barangays:
| - Agapito del Rosario - Amsic - Anunas - Balibago - Capaya - Claro M. Recto - Cuayan - Cutcut - Cutud - Lourdes North West - Lourdes Sur | - Lourdes Sur East - Malabanias - Margot - Mining - Ninoy Aquino - Pampang - Pandan - Pulung Maragul - Pulungbulu - Pulung Cacutud - Salapungan | - San Jose - San Nicolas - Santa Teresita - Santa Trinidad - Santo Cristo - Santo Domingo - Santo Rosario - Sapalibutad - Sapangbato - Tabun - Virgen Delos Remedios |

## Demografie
Angeles had bij de census van 2007 een inwoneraantal van 314.493 mensen. Dit zijn 46.705 mensen (17,4%) meer dan bij de vorige census van 2000. De gemiddelde jaarlijkse groei komt daarmee uit op 2,24%, hetgeen hoger is dan het landelijk jaarlijks gemiddelde over deze periode (2,04%). Vergeleken met de census van 1995 is het aantal mensen met 80.482 (34,4%) toegenomen.

De bevolkingsdichtheid van Angeles was ten tijde van de laatste census, met 314.493 inwoners op 66,16 km², 4753,5 mensen per km².

## Geboren in Angeles
- Juan Nepomuceno (8 maart 1892), politicus, ondernemer en oprichter van de Holy Angel University (overleden 1973);
- Lota Delgado (19 mei 1921), actrice (overleden 2009);
- Efren Reyes (26 augustus 1954), poolspeler;
- Apl.de.ap (28 november 1974), rapper.

Angeles · Apalit · Arayat · Bacolor · Candaba · Floridablanca · Guagua · Lubao · Mabalacat · Macabebe · Magalang · Masantol · Mexico · Minalin · Porac · San Fernando · San Luis · San Simon · Santa Ana · Santa Rita · Santo Tomas · Sasmuan